# (10996) Armandspitz
(10996) Armandspitz (1978 NX7) – planetoida z pasa głównego asteroid okrążająca Słońce w ciągu 5,75 lat w średniej odległości 3,21 j.a. Została odkryta 7 lipca 1978 roku.